# A crowd of rebellion

a crowd of rebellion은 일본의 메탈코어, 스크리밍 밴드이다.

## 경력
2007년 봄에 니가타현 니가타시에서 결성. 니가타 출신의 스크리밍 밴드로서 전국에 활약의 장소를 넓혔다.
대조적인 트윈 보컬에 반복되는 리릭과 변환자재로 전개되는 악곡 어레인지와 유일무이의 세계를 그려내고, 선동적이고 동시에 감동적인 퍼포먼스로, 청중과 대립하는 압권의 라이브를 벌이고있다.
2012년 2월에 현재의 멤버로 편성, 2015년에 워너뮤직재팬에서 메이져 데뷔를 했다.
2024년 3월 3일에 도쿄 Spotify O-EAST、Spotify O-WEST, Spotify O-Crest에서 행해진 주최 이벤트를 기해 무기한 활동 휴지했다.

## 멤버
現 멤버
Vocal：미야타 다이사쿠(宮田大作) 1985/02/11 
트위터: https://twitter.com/DIESUCKacor

Vocal & Guitar：코바야시 료스케(小林亮輔) 1993/01/09 
트위터: https://twitter.com/ryosuke_acor
인스타그램: https://instagram.com/ryosukeacor?utm_medium=copy_link

Guitar：마루야마 바쿠(丸山漠) 1988/11/30 
트위터: https://twitter.com/baku_acor
인스타그램: https://instagram.com/baku_acor?utm_medium=copy_link

Drums：콘도 타케시(近藤岳) 1993/01/05
트위터: https://twitter.com/tks_acor?s=21
인스타그램: https://instagram.com/tks_acor?utm_medium=copy_link

공식 트위터: https://twitter.com/acor_official
공식 인스타그램 1: https://instagram.com/acor_official?utm_medium=copy_link
공식 인스타그램 2: https://instagram.com/acor_official_2?utm_medium=copy_link

前 멤버
Drums：RYO
Bass：타카이 유스케(高井佑典)